# Johanne Schjørring
Helene Johanne Caroline Schjørring, född Krohn 4 juni 1836 i Hem utanför Skive, död 9 mars 1910 i Frederiksberg, var en dansk författare av bildningsromaner. Hon var en av de tio första kvinnorna i Danmark som 1883 tilldelades statligt stöd för sitt författarskap.

## Uppväxt och familj
Johanne Schjørring växte upp på en prästgård utanför Skive där fadern, Ludolph Krohn, var sockenpräst. Modern, Hansine Jacobine Frederikke Hansen, dog när Schjørring var sexton år och hon fick därmed ta över ansvaret för hushållet. Trots hemmets patriarkaliska prägel fick hon undervisning i latin av fadern och fick följa med honom och sina bröder på jaktturer. Hon ägnade även mycket tid åt att läsa böcker och skriva dikter. Hon hade ambitioner om att bli skådespelare, vilket fadern motsatte sig. Hon gifte sig 1862 med juristen Jens Broder Theodor Schjørring, som sedan blev anställd som fullmäktig i Justitieministeriet. Äktenskapet var lyckligt och hon uppmuntrades av sin make att utveckla sina konstnärliga förmågor. Hon valde dock att ägna tiden åt barnen: Ludolf Johan (1866), Herluf Vilhelm (1870) och Brodera Johanne (1872). Det var först efter makens och faderns död (1871 respektive 1872) som hon, på grund av familjens ekonomiska situation, började publicera sina verk.

## Författarskap
Johanne Schjørrings författardebut kom 1873, då novellen Den tause Mund publicerades under pseudonymen Noctua i tidningen Fædrelandet. Hon uppmuntrades av tidningens redaktör, Carl Ploug, att fortsätta skriva. Debuten i bokform kom året därpå med novellsamlingen Fortællinger og Skizzer, utgiven under eget namn av Hegels Forlag, och fick ett gott mottagande. Därefter följde en flitig utgivning av romaner, noveller och berättelser: Havets Datter. En Historie fra Vesterhavet (1875), Fra Vaar til Høst (1876), Rige Dage (1877), Flyvende Sommer (1878), Fem Fortællinger (1880), Den gamle Herregaard (1881), Skilles og mødes (1882), Esthers Historie (1884), For Vind og Vove (1887), Beslægtede Naturer (1888), Fra Jyllands Vestkyst og andre Historier (1889), Elisabeth af Rusland. Historisk Skuespil i fem Akter (1891), En Krise (1892), Fra en Middelhavsrejse, Skiftende Tider (1893), Familien paa Søgaard (1894), Svundne Drømme (1895), Slesvigske Kvinder i 1848–1864, Et Hjem paa Heden (1896), Til Lykkens Land (1898) och Sirius (1900). Många av dessa har återutgivits i flera upplagor och översatts till tyska. En del har också översatts till engelska, nederländska och ungerska. Debutromanen Havets Datter brukar betecknas som Schjørrings främsta verk och vara karaktäristisk för hennes författarskap i sin skildring av en ung flickas kärlekshistoria. Ett återkommande mönster i flera av hennes verk är att karaktärerna utsätts för, ofta smärtsamma, prövningar i sina kärleksliv, men att de finner lärdom och gott i dessa. Romanerna är ofta bildningsromaner av liknande sort som Cornelia von Levetzows. Bland Schjørrings övriga verk fanns Stella (1902), Lange Skygger (1904) och Iris (1907).
Schjørring tog länge avstånd från kvinnorättsrörelsen och skildrade i novellen En Nutids-Begivenhed det hon såg som olyckliga följder av kvinnans emancipation. Hon kom dock att ansluta sig till Dansk Kvindesamfund och blev en av de tio första kvinnliga författarna i Danmark som fick statligt stöd 1883.